# Pterygoplichthys
Pterygoplichthys is een geslacht van straalvinnige vissen uit de familie van de harnasmeervallen (Loricariidae).

## Soorten
- Pterygoplichthys ambrosettii (Holmberg, 1893)
- Pterygoplichthys anisitsi Eigenmann & Kennedy, 1903
- Pterygoplichthys disjunctivus (Weber, 1991)
- Pterygoplichthys etentaculatus (Spix & Agassiz, 1829)
- Pterygoplichthys gibbiceps (Kner, 1854)
- Pterygoplichthys joselimaianus (Weber, 1991)
- Pterygoplichthys lituratus (Kner, 1854)
- Pterygoplichthys multiradiatus (Hancock, 1828)
- Pterygoplichthys pardalis (Castelnau, 1855)
- Pterygoplichthys parnaibae (Weber, 1991)
- Pterygoplichthys punctatus (Kner, 1854)
- Pterygoplichthys scrophus (Cope, 1874)
- Pterygoplichthys undecimalis (Steindachner, 1878)
- Pterygoplichthys weberi Armbruster & Page, 2006
- Pterygoplichthys xinguensis (Weber, 1991)
- Pterygoplichthys zuliaensis Weber, 1991